# Vamp (norwegische Band)
Vamp ist eine norwegische Band aus Haugesund, die 1991 gegründet wurde. Ihr Stil kombiniert Folkmusik mit Rock und der norwegischen Liedermachertradition (Vise) und Texten im Haugesunddialekt. Bis heute hat die Band dreizehn Studioalben veröffentlicht und wurde mit zehnmal Gold, dreimal Platin, zweimal Trippelplatin und fünf Spellemannprisen ausgezeichnet. Unter anderem erhielt Vamp 2006 die Auszeichnung Årets Spellemann nach ihrem Erfolg mit I full symfoni, einem Livealbum in Zusammenarbeit mit dem Kringkastingsorkestret (KORK).
Die meisten Texte der Band stammen von norwegischen Lyrikern und Schriftstellern. Einer der wichtigsten Texter war der Dichter Kolbein Falkeid, mit dem Vamp während ihrer gesamten Karriere zusammenarbeiteten. Falkeid schrieb den Großteil der Texte zu den ersten drei Alben und trug zu allen weiteren Alben bei. Weitere wichtige Textverfasser sind Arnt Birkedal, dessen Texte auf den meisten Alben zu finden sind und Ingvar Hovland, sowie Bandgründer Øyvind Staveland. Der Großteil der Musik stammt von Staveland, sowie am Anfang der Karriere von Sänger Jan Ingvar Toft. Auch die anderen Bandmitglieder Torbjørn Økland, Carl Øyvind Apeland, Vidar Johnsen, Paul Hansen und Odin Staveland haben zur Musik beigetragen.

## Bandgeschichte

### Die frühen Jahre (1991–1998)
Øyvind Staveland und Torbjørn Økland waren die Initiatoren der Band, die 1992 ihren ersten Plattenvertrag bekam. Staveland war damals bereits in Kontakt mit dem Dichter Kolbein Falkeid getreten, um dessen Gedichte zu vertonen. Neben dem Multiinstrumentalisten Staveland und Økland an der Gitarre, bestand die Originalbesetzung aus Carl Øyvind Apeland am Bass, Erling Sande am Schlagzeug und dem Sänger Jan Ingvar Toft. Das erste Album Godmorgen, søster, an dem neben der Band auch Gäste wie Bugge Wesseltoft am Keyboard, Per Hillestad und das Streicherquartett Cikada beteiligt waren, erschien 1993. Zunächst waren die Plattenverkäufe nur mäßig, stiegen aber mit Vamps zunehmendem Ruf als gute Liveband und dem Erfolg von Sommar i hekken und Tir n'a Noir, einem Duett mit Rita Eriksen, das bis heute Vamps größter Hit ist. Das Album wurde noch im Erscheinungsjahr mit dem renommierten Spellemannprisen ausgezeichnet. Das Nachfolgealbum Horisonter, ebenfalls unter Mitwirkung von Wesseltoft und Cikada, erschien ein Jahr später und setzte den Erfolg fort.
1995 verließ der Schlagzeuger Erling Sande die Band und wurde durch Cliffie Grinde ersetzt. 1996 veröffentlichte Vamp zwei Alben, zunächst das Studioalbum 13 humler, wiederum mit Bugge Wesseltoft am Keyboard, sowie den weiteren Gästemusikern Rune Arnesen und Britt Synnøve Johansen, und danach das Livealbum Folken, das in der gleichnamigen Einrichtung in Stavanger eingespielt wurde. Das Album enthielt neben Liveversionen bekannter Vamp-Stücke auch das bisher unveröffentlichte Lied „Kun i kveld“ mit einem Text von Steinar Lyse.
Cliffie Grinde verließ 1998 die Band, die daraufhin keinen festen Schlagzeuger hatte. Auf dem Album Flua på Veggen spielten sowohl Grinde als auch Tore Jamne Schlagzeug. Jamne trug zudem drei Texte zum Album bei, während andere Texte von unter anderem Inger Hagerup, Ingvar Moe und Gunnar Roalkvam stammen. Kajsas sang ist eine Coverversion eines Liedes von Ole Paus.

### Wechselnde Vokalisten (1998–2002)
Ende 1998 gab Sänger Jan Ingvar Toft bekannt, die Band verlassen zu wollen. Als Abschluss gab Vamp im folgenden Jahr das Best-of-Album Ei med alt heraus. Der neue Vokalist Vidar Johnsen stieß 1999 zur Band, zunächst allerdings nur als Konzertmusiker. An der Einspielung des nächsten Studioalbums En annen sol war Johnsen noch nicht beteiligt. Stattdessen wählte die Band ein neues Konzept und wählte den abgelegenen Leuchtturm Ryvarden fyr als Einspielungsort. Hierher lud sie eine Reihe etablierter norwegischer Künstler wie Ole Paus, Herborg Kråkevik, Bjørn Eidsvåg, Frode Rønnli und Rita Eriksen ein, die jeweils für einen Tag zum Leuchtturm kamen. Später folgten Aufnahmen mit Jan Eggum, Anne Grete Preus und Odd Børretzen in Oslo und Morten Abel in Stavanger. Auch der ehemalige Vokalist Jan Ingvar Toft war mit dem Stück „Berget det blå“ beteiligt. Die Aufnahmen wurden vom norwegischen Rundfunk NRK begleitet und als Dokumentar „En annen Sol“ im norwegischen, schwedischen und dänischen Fernsehen gezeigt.
2001 entstand das Album Camomile, eine englischsprachige Kollaboration von Vamp mit der japanischen Sängerin Emi Fujita sowie Rita Eriksen. Das Album enthält unter anderem eine englische Version von „Tir n'a noir“ und wurde teilweise in Sandnes und teils in Tokyo eingespielt.

### Mit Vidar Johnsen (2002–2007)
Im September 2002 erschien das sechste Studioalbum Månemannen, auf dem Vidar Johnsen als Hauptvokalist der Band auftrat und auch mehrere Melodien komponierte. Das Album beinhaltete neben Texten von Falkeid und Birkedal auch Texte von Hans Børli, Harald Sverdrup, Ottar Engtrø, Håvard Rem, dem Schweden Nils Ferlin und Ingvar Hovland, der auch einen Großteil der Texte für die folgenden Alben beitrug. Der Titeltrack „Månemannen“ erschien im Juli des gleichen Jahres als Single.
Im Oktober 2005 folgte das Album Siste stikk, das gleichzeitig Johnsens letztes Album mit Vamp wurde. An diesem Album war erstmals auch Øyvind Stavelands Sohn und späteres festes Bandmitglied Odin Staveland als Komponist, Schlagzeuger, Pianist und Rapper beteiligt. Nach einer Woche erreichte die Band mit Siste stikk erstmals die Spitze der norwegischen Albumcharts, in denen es sich insgesamt 26 Wochen halten konnte.
Im Frühling 2005 spielte Vamp eine Reihe Konzerte mit dem norwegischen Rundfunkorchester KORK, Jan Ingvar Toft und Rita Eriksen. Diese wurden aufgenommen und im Fernsehen gezeigt. Im Herbst 2006 wurden die außerdem als DVD und Album veröffentlicht. Zusätzlich wurde die Live-version von „Tir n'a noir“ als Single veröffentlicht. Auch die ursprüngliche Version von „Tir n'a noir“ wurde schließlich als Single herausgegeben, nachdem sie vermehrt heruntergeladen wurde. Sowohl Album als auch DVD verkauften sich gut und hielten sich über ein halbes Jahr in den Charts, davon drei Wochen auf Nummer eins. Im Anschluss gingen Vamp und KORK auf Norwegentournee. Nach dem Erfolg der letzten Jahre wurde Vamp mit dem Titel Årets spellemann (Spellemann des Jahres) während des Spellemannprisen 2006 ausgezeichnet.
Im Februar 2007 beendete Vamp seine Zusammenarbeit mit dem Sänger Vidar Johnsen, nachdem dessen Vertrag mit der Band zum Jahreswechsel ausgelaufen war. Gleichzeitig wurde eine Pause angekündigt. Im Herbst des gleichen Jahres
hatte das auf der Musik der Band basierte Musical „Hallo - adjø“ Premiere im Haugesund Teater. Die Hauptrollen wurden von Jon Eikemo, Elisabeth Moberg, Britt Synnøve Johansen und Grethe Svensen gespielt. Das Musical verkaufte auf Anhieb 15 000 Karten und entwickelte sich zu einem Publikumserfolg.

### Mit Paul Hansen (2007–2014)
Im Dezember 2007 meldete die Band sich zurück und präsentierte zwei neue Mitglieder: Paul Hansen, ehemaliger Sänger der Band Cortina, als neuer Hauptvokalist und Odin Staveland, der schon seit Siste stikk am Keyboard und diversen Instrumenten zu hören war. Etwas später wurde Birger Mistereggen als neuer Schlagzeuger verpflichtet. Vamp hatte vorher mit Mistereggen bei den Konserten des Kringkastingsorkesteret, wo er Schlagzeuger war, zusammengespielt und wünschte ihn nun als Schlagzeuger für das folgende Album. In neuer Besetzung wurde das achte Studioalbum mit dem Namen St. Mandag eingespielt und am 20. Oktober 2008 veröffentlicht. Zwei Singles, „Velkommen inn“ und „På bredden“, wurden vorab veröffentlicht. Das Album erreichte wiederum Platz eins der norwegischen Charts.
Im April 2010 folgte ein weiteres Livealbum, I full symfoni II, das wiederum gemeinsam mit dem Kringkastingsorkesteret in der Rockefeller Music Hall in Oslo aufgenommen wurde. Gastsängerin war die färöische Künstlerin Eivør Pálsdóttir, die auch ein eigenes Werk, Nu brænner tu i mær zum Konzert beitrug. Die Zusammenarbeit wurde auch auf dem folgenden Studioalbum Liten fuggel fortgesetzt, das Anfang 2012 erschien. Die meisten Melodien und Texte stammen von Odin und Øyvind Staveland, aber auch Pálsdóttir und Paul Hansen sind vertreten. Oles vise ist ein Cover eines Liedes von Erik Bye. Das Album wurde teils in Etne und teils in Eivør Pálsdóttirs Heimat auf den Färöern aufgenommen und von Espen Lind produziert. Mit sieben Wochen an der Spitze der norwegischen Charts und 41 Wochen in den Top 40, wurde Liten fuggel das bis heute kommerziell erfolgreichste Album der Band und verkaufte über 200 000 Exemplare.
2013 erscheint die Compilation To me alt anlässlich des 20-jährigen Bestehens der Band.

### Jan Ingvar Toft kehrt zurück (seit 2014)
Im Juni gaben die Gründungsmitglieder der Band Torbjørn Økland und Carl Øyvind Apeland ihren Ausstieg aus der Band bekannt. Gemeinsam mit Sänger Paul Hansen gründeten sie die Band Blest. Ersetzt wurden sie durch Jan Ingvar Toft, der nach fast 16-jähriger Abwesenheit zur Band zurückkehrte und nun neben Odin Staveland Hauptvokalist der Band wurde, sowie den etablierten Bluesgitarristen Bjørn Berge, Kjetil Dalland am Bass und etwas später auch Lars Erik Støle am Akkordeon und der Orgel. Das folgende Studioalbum Populas ist ein Konzeptalbum über schillernde Charaktere auf der ganzen Welt und Texten von unter anderem Lars Saabye Christensen und Helge Torvund, die auch zum Nachfolgealbum La la la von 2017 beitrugen.
2018 erschien die EP Brev EP mit vier Stücken, darunter Meg itte deg mit der Gastsängerin Ida Maria. Ein Jahr später erschien eine auf neun Stücke erweiterte Version ebenfalls unter dem Namen Brev. Anders als bei den vorhergegangenen Alben, stammen alle Melodien von Øyvind Staveland.
Das bislang letzte Album der Band, Tiå det tar, erschien 2021. Zuvor hatte Bjørn Berge die Band wieder verlassen und wurde durch Stian Tønnesen ersetzt. Im gleichen Jahr hatte das Musiktheaterstück Våken drøm Premiere beim Rogaland Teater, an dem neben Schauspielern des Theaters auch die Band selber beteiligt war.

## Diskografie

### Studioalben
- 1993: Godmorgen, søster (MajorStudio)
- 1994: Horisonter (MajorStudio)
- 1996: 13 humler (MajorStudio, NO: Gold[12])
- 1998: Flua på veggen (MajorStudio, NO: Gold)
- 2000: En annen sol (MajorStudio)
- 2002: Månemannen (MajorStudio, NO: Platin)
- 2005: Siste stikk (MajorStudio)
- 2008: St. Mandag (MajorStudio)
- 2012: Liten fuggel (MajorStudio, NO: ×5Fünffachplatin )
- 2015: Populas (Universal Music Group)
- 2017: La la la (Universal Music Group)
- 2019: Brev (TBC Records)
- 2021: Tiå det tar (TBC Records)

### Andere Veröffentlichungen
- 1996: Folken (MajorStudio, NO: ×2Doppelplatin [12]) – Livealbum
- 1999: Ei med alt (MajorStudio) – Kompilation
- 2001: Camomile – Kollaboration mit Emi Fujita und Rita Eriksen
- 2006: I full symfoni (MajorStudio) – Livealbum und DVD - mit KORK
- 2010: I full symfoni II - Med Kringkastingsorkesteret Livealbum und DVD - mit KORK
- 2013: To me alt (Universal) – Kompilation

### Singles und EPs
- 2002: Månemannen (MajorStudio)
- 2004: Tir n'a Noir (MajorStudio) – Karaoke-Version
- 2006: Tir n'a Noir (MajorStudio) – Originalversion von Godmorgen, søster
- 2006: Tir n'a Noir (MajorStudio, NO: Gold[12]) – mit dem Kringkastingsorkestret
- 2008: Velkommen Inn (MajorStudio)
- 2008: På Bredden (MajorStudio)
- 2012: Liten Fuggel (Universal Music, NO: ×4Vierfachplatin )
- 2012: Skål (Universal Music)
- 2015: Elmer (Universal Music)
- 2016: Amilia (Universal Music)
- 2018: Brev EP (TBC Records)

## Preise und Auszeichnungen
- 1993: Spellemannprisen in der Kategorie Visesang für Godmorgen, søster
- 1996: Prøysen-Preis mit Kolbein Falkeid
- 1996: Spellemannprisen in der Kategorie Visesang für 13 humler
- 1998: Gammleng-Preis in der Kategorie Viser
- 1998: Spellemannprisen in der Kategorie Viser und Viserock Flua på veggen
- 2005: Spellemannprisen in der Kategorie Viser für Siste stikk
- 2006: Årets spellemann beim Spellemannprisen 2006
- 2017: Medaasprisen